# George Papadopoulos
George Papadopoulos (nacido en agosto de 1987) es un exmiembro del panel asesor en política exterior de la campaña presidencial de Donald Trump de 2016. El 5 de octubre de 2017, Papadopoulos se declaró culpable de hacer declaraciones falsas a agentes del FBI sobre los contactos que tuvo con el gobierno ruso en 2016 en relación con las relaciones entre los Estados Unidos y Rusia y la campaña de Trump.

## Primeros años
Papadopoulos nació en agosto de 1987 en el Swedish Covenant Hospital en Chicago, Illinois, de inmigrantes griegos originarios de Salónica. Su padre, Antonis, estuvo fuertemente implicado en la política local de la comunidad grecoestadounidense y fue el presidente de la Unión Panmacedónica de los Estados Unidos. Vivió en Lincolnwood, Illinois y se graduó de la Niles West High School en Skokie, Illinois, en 2005. Se graduó con un título de grado profesional en ciencia política de la Universidad DePaul en 2009. Dice que habla árabe, inglés, francés y griego.

## Carrera temprana
Papadopoulos fue pasante no remunerado en el Hudson Institute en 2011 y luego trabajó como asistente de investigación de contacto para un miembro senior del instituto.
Papadopoulos se describe a sí mismo como un «consultor en materia de petróleo, gas y políticas» en su página de LinkedIn. En 2014, Papadopoulos fue autor de artículos de opinión en publicaciones israelíes. En uno, publicado en Arutz Sheva, Papadopoulos argumentó que Estados Unidos debería centrarse en sus «aliados incondicionales» Israel, Grecia y Chipre para «contener la flota rusa recién emergida»; en otro, publicado en Haaretz, sostenía que Israel debería explotar sus recursos de gas natural en asociación con Chipre y Grecia en lugar de Turquía. Dirige un centro internacional de energía en el Centro de Práctica de Derecho Internacional de Londres.
A partir de diciembre de 2015, Papadopoulos formó parte del Comité Asesor de Seguridad Nacional y Política Exterior de la campaña de Ben Carson para la nominación presidencial republicana de 2016. Dejó la campaña de Carson en febrero de 2016. Luego de su acusación, el HuffPost lo describió como un hombre «poco conocido y poco calificado de 30 años de edad».

## Participación en la campaña presidencial de Donald Trump
De acuerdo con registros judiciales, Papadopoulos fue contratado para unirse al equipo asesor de política exterior de Trump a principios de marzo de 2016 por un «supervisor de campaña» identificado posteriormente como Sam Clovis. En una reunión el 6 de marzo, el funcionario supuestamente le dijo que «un enfoque principal de la política exterior de la campaña fue una mejor relación de los Estados Unidos con Rusia», pero Clovis niega haber dicho eso. Donald Trump identificó a Papadopoulos como uno de los asesores de política exterior de su campaña el 21 de marzo de 2016, en una entrevista con el comité editorial de The Washington Post. Trump dijo: «Es un consultor en energía y petróleo, excelente tipo». En ese momento vivía en Londres, donde Joseph Mifsud, un profesor con conexiones con altos funcionarios rusos, se puso en contacto con él. Mifsud era un asiduo en las reuniones del Club Valdai, una conferencia anual celebrada en Sochi, Rusia, a la que asistió Vladímir Putin. Mifsud le dijo que los rusos tenían «suciedad» sobre Hillary Clinton en la forma de «miles de correos electrónicos». Los dos se reunieron el 14 y el 21 de marzo de 2016. En la reunión del 21 de marzo, Mifsud trajo a una mujer rusa.
Papadopoulos envió correos electrónicos sobre Putin a por lo menos siete oficiales de campaña. Clovis, como copresidente de la campaña nacional de Trump, alentó a Papadopoulos a volar a Rusia para reunirse con agentes del Ministerio de Asuntos Exteriores ruso, después de que le dijeran que Rusia tenía «suciedad» sobre Clinton que quería compartir con la campaña de Trump. Esto ocurrió antes de que existiera conocimiento público de los ciberataques al Comité Nacional Demócrata y de los correos electrónicos de John Podesta, que las agencias de inteligencia de los Estados Unidos creen que fueron llevadas a cabo por Rusia.
Entre marzo y septiembre de 2016, Papadopoulos hizo al menos seis solicitudes para que Trump o representantes de su campaña se reunieran en Rusia con políticos rusos. En mayo, el presidente de la campaña Paul Manafort envió una de esas solicitudes a su adjunto Rick Gates, diciendo: «Necesitamos que alguien comunique que [Trump] no está haciendo estos viajes. Debe ser alguien de bajo nivel en la campaña para no enviar ninguna señal». Gates delegó la tarea al coordinador de correspondencia de la campaña, refiriéndose a él como «la persona que responde a todos los correos que no son importantes».
En una entrevista sobre las relaciones entre Estados Unidos y Rusia con Interfax en septiembre de 2016, Papadopoulos dijo que Barack Obama no había cumplido sus promesas de cooperar con Rusia y afirmó que Estados Unidos no había realizado suficientes esfuerzos conjuntos con Rusia contra el terrorismo. El 20 de enero de 2017, unas horas antes de la inauguración de Trump, Papadopoulos y el nuevo Jefe de Gabinete de la Casa Blanca, Reince Priebus, se reunieron con el ministro de Defensa griego, Panos Kamenos. Justo después de que Trump se convirtiera en presidente, Papadopoulos visitó Israel y les dijo a los colonos en los asentamientos israelíes en Cisjordania que Trump apoyaba sus asentamientos.
El senador Richard Burr, presidente del Comité de Inteligencia del Senado, que está investigando las acusaciones de interferencia rusa en las elecciones presidenciales de Estados Unidos de 2016, dijo en octubre de 2017 que el panel estaba interesado en Papadopoulos porque había enviado correos electrónicos para organizar reuniones entre Trump y Putin. Según los informes, los destinatarios de los correos electrónicos sobre el alcance del gobierno ruso fueron Clovis, Corey Lewandowski, Manafort, Gates, el representante del Ministerio de Asuntos Exteriores de Rusia, Ivan Timofeev, y otros.

## Arresto y declaración de culpabilidad
Después de ser entrevistado por agentes del FBI, Papadopoulos desactivó su cuenta de Facebook, que contenía correspondencias con rusos, y creó una nueva. Papadopoulos fue arrestado en el Aeropuerto Internacional de Washington-Dulles el 27 de julio de 2017, y desde entonces ha estado cooperando con el fiscal especial Robert Mueller en su investigación. El 5 de octubre de 2017, Papadopoulos se declaró culpable en el Tribunal de Distrito de los Estados Unidos del Distrito de Columbia de hacer declaraciones falsas a los agentes del FBI sobre contactos que tuvo con agentes del gobierno ruso mientras trabajaba para la campaña de Trump. La declaración de culpabilidad fue parte de un acuerdo de culpabilidad que refleja su cooperación con la investigación de Mueller. El arresto y la declaración de culpabilidad de Papadopoulos se hicieron públicos el 30 de octubre de 2017, cuando se revelaron los documentos judiciales que mostraban la declaración de culpabilidad.
Tras su declaración de culpabilidad, Trump menospreció a Papadopoulos como un «joven voluntario de bajo nivel llamado George, que ya ha demostrado ser un mentiroso» y dijo que pocas personas en su campaña habían oído hablar de Papadopoulos. FactCheck.org y PolitiFact, entre otros, señalaron que durante la campaña, Trump nombró a Papadopoulos como uno de sus cinco asesores de política exterior, junto a Keith Kellogg, Carter Page, Walid Phares y Joseph E. Schmitz, y describió a Papadopoulos como un «excelente tipo». De marzo a agosto de 2016, Papadopoulos «fue identificado por tener contactos con altos miembros de la campaña de Trump en al menos una decena de ocasiones». El 22 de enero de 2017, poco después de la toma de posesión de Trump como presidente, Papadopoulos se reunió con el jefe del Concejo Regional de Samaria de Israel, Yossi Dagan, en Washington, D. C. Según informes, Papadopoulos comunicó a Dagan el deseo de la administración Trump de trabajar estrechamente con Israel en la cuestión de los asentamientos.

## Vida personal
Hasta al menos octubre de 2017, Papadopoulos había vivido durante los últimos años con su madre y su hermano en el vecindario de Newcrest en Chicago.